# Cardamine bulbosa
Cardamine bulbosa es una especie de planta herbácea   perteneciente a la familia Brassicaceae, nativa del este de Norteamérica donde crece en suelos húmedos y suelos de bosques con gran humedad.

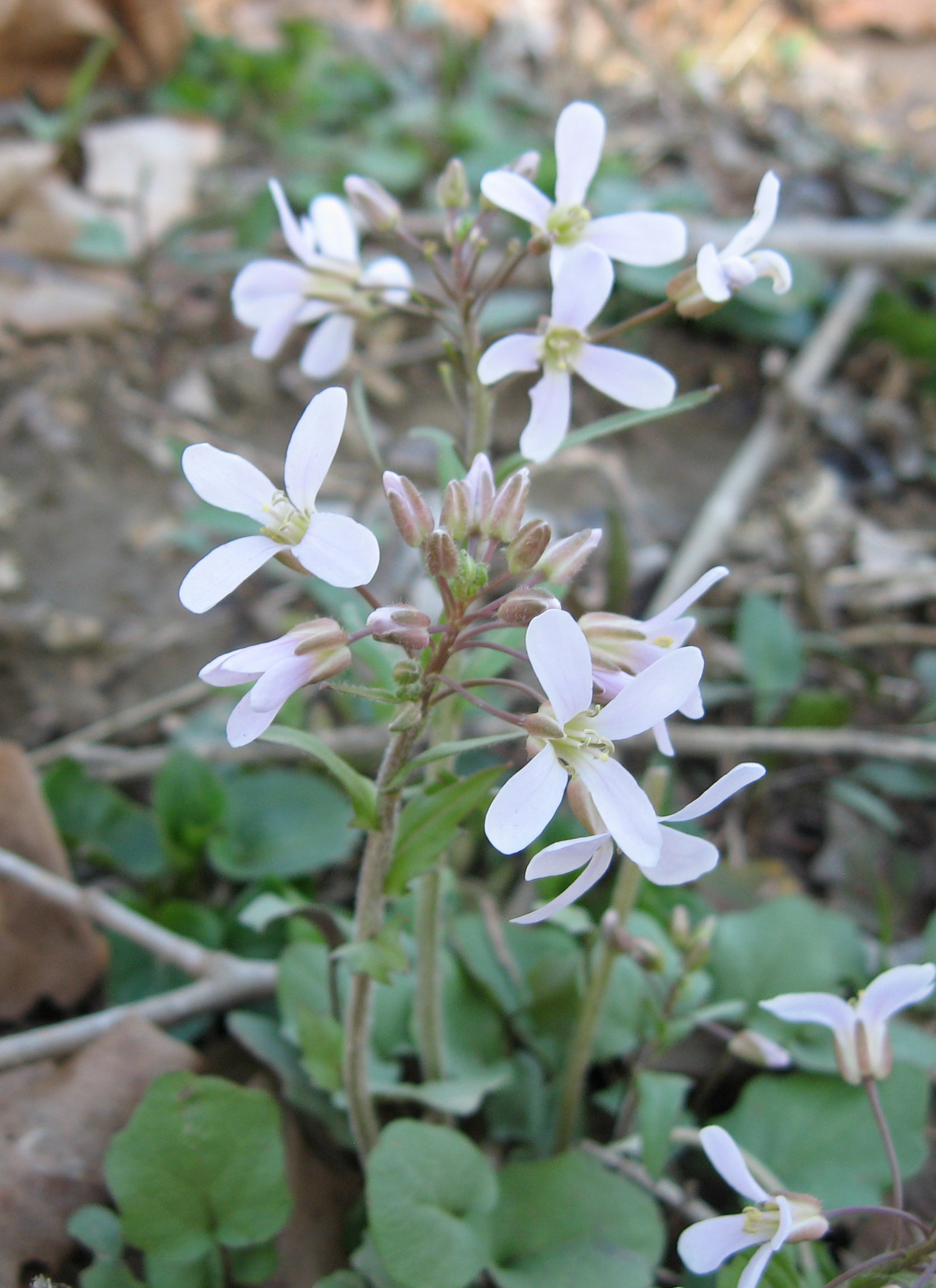
Inflorescencia

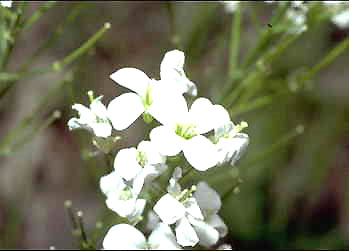
Detalle de las flores

## Descripción
Es una planta herbácea perenne que florece al final de la primavera o principio de verano. Sus flores blancas se producen en la cima del follaje.

## Taxonomía
Cardamine bulbosa fue descrita por (Schreb. ex Muhl.) Britton, Sterns & Poggenb. y publicado en Preliminary Catalogue of Anthophyta and Pteridophyta Reported as Growing Spontaneously within One Hundred Miles of New York 4. 1888.
Etimología
Cardamine: nombre genérico que deriva del griego kardamon  = "cardamomo" - una planta independiente en la familia del jengibre, usado como condimento picante en la cocina. 
bulbosa: epíteto latino que significa "con bulbo".
Sinonimia
- Arabis bulbosa Schreb. ex Muhl.
- Arabis rhomboidea Pers.
- Arabis rhomboidea var. purpurea Torr.
- Cardamine bulbosa f. fontinalis E.J.Palmer & Steyerm.
- Cardamine purpurea Torr. & A.Gray
- Cardamine purpurea Britton & A.Br.
- Cardamine rhomboidea (Pers.) DC.
- Cardamine rhomboidea f. angustifolia O.E.Schulz
- Cardamine rhomboidea var. grandiflora O.E.Schulz
- Cardamine rhomboidea var. hirsuta O.E.Schulz
- Cardamine rhomboidea f. integrifolia O.E.Schulz
- Cardamine rhomboidea f. microphylla O.E.Schulz
- Cardamine rhomboidea var. parviflora O.E.Schulz
- Cardamine rhomboidea var. pilosa O.E.Schulz
- Cardamine rhomboidea var. purpurea O.E.Schulz
- Cardamine rotundifolia Torr. & A.Gray
- Dentaria rhomboidea (Pers.) Greene
- Dracamine bulbosa (Britton, Sterns & Poggenb.) Nieuwl[3]